# Prostitution aux Émirats arabes unis
La prostitution aux Émirats arabes unis est illégale,. Les punitions pour se livrer à la prostitution comprennent de lourdes amendes et des peines d'emprisonnement, les prostituées étrangères sont généralement expulsées des Émirats arabes unis. En 2006, les Émirats arabes unis expulsent 4 300 prostituées étrangères. Malgré son illégalité, la prostitution est très répandue, notamment à Dubaï, et Abou Dabi,. Les autorités ferment généralement les yeux à condition que cela reste à l'abri des regards du public.
Les ressortissants des EAU ont droit à un certain nombre de visas de résidence. Ceux-ci sont principalement utilisés pour le personnel domestique, mais tout excédent est souvent vendu par des intermédiaires à des prostituées pour entrer et rester dans le pays pendant deux ans. Les visas de résidence peuvent changer de mains à partir de 6000 euros. Malgré une loi interdisant l'entrée aux femmes non accompagnées de moins de 31 ans, les agents s'arrangent pour que les prostituées entrent dans le pays avec un visa touristique de 30 jours.
Bien qu'il y ait de la prostitution de rue, notamment sur Hamdan Street à Abu Dhabi, l'essentiel de la prostitution a lieu dans les bars et les discothèques des hôtels,.

## Dubaï
Le commerce du sexe à Dubaï est répandu depuis de nombreuses années. En 1936, le wali de Cheikh Saeed oblige les prostituées à se marier ou à partir. Au cours des années 1950 et 1960, deux femmes contrôlent les prostituées persanes. L'une contrôle le quartier chaud de Bur Dubaï, l'autre celui autour de la place Nasser (aujourd'hui la place Baniyas). Le Cheikh Rashid ordonne que toutes les prostituées soient rassemblées et expulsées. Cela provoque une ruée sur la banque britannique locale lorsque les femmes essayent de retirer toutes leurs économies.
La Dubaï moderne est l'un des principaux centres de prostitution des Émirats arabes unis et est surnommée "Sodome-sur-Mer". Les prostituées fréquentent les bars et les discothèques des hôtels,. De nombreuses prostituées de pays plus pauvres, comme le Nigeria, viennent travailler à Dubaï pendant une courte période, puis rentrent chez elles avec leurs gains.
Il y a aussi des bordels à Dubaï. Le Cyclone, près de l'aéroport est fermé en 2007 après avoir été présenté dans le magazine Vanity Fair, mais il s'installe par la suite dans un autre endroit. Connu par les visiteurs comme les "Nations unies de la prostitution", le club compte jusqu'à 500 prostituées sur place chaque nuit en moyenne, dont beaucoup viennent de Chine, d'Azerbaïdjan, du Kazakhstan, du Kirghizistan, du Tadjikistan, d'Ouzbékistan, de Russie, d'Ukraine, de Bulgarie et de Taïwan ,.
Le Cyclone appairait dans le film Mensonges d'État de Leonardo DiCaprio et Russell Crowe en 2008.
La traite des êtres humains est un problème à Dubaï,, souvent, des groupes criminels chinois ou asiatiques forcent des femmes de Chine, d'Inde ou du Népal à se prostituer aux Émirats arabes unis. Il y a beaucoup de prostituées iraniennes à Dubaï et certaines d'entre elles restent longtemps dans la ville. En 2014, le Bureau de la police iranienne de l'immigration et des passeports (en) annonce que le nombre de prostituées iraniennes aux Émirats arabes unis augmente.
En 2022, l'affaire « Dubai Porta Potty » déclenche l'indignation sur les réseaux sociaux. Il s'agit d'un réseau de prostitution dirigé par les milliardaires basés à Dubaï.

## Tourisme sexuel
Les Émirats arabes unis attirent de nombreux hommes d'affaires étrangers car ils acquièrent une réputation de première destination de tourisme sexuel au Moyen-Orient,,,,,,,,,. Beaucoup des prostituées arrivent régulièrement des États post-soviétiques, d'Amérique du Sud, d'Europe de l'Est, d'Asie de l'Est, d'Afrique, d'Asie du Sud et d'autres états du Moyen-Orient.

## Trafic sexuel
En 2007, le Département d'État des États-Unis place les Émirats arabes unis au "niveau 2" dans ses rapports annuels sur la traite des personnes, ce qui signifie qu'ils ne se conforment pas pleinement aux normes minimales pour l'élimination de la traite, mais qu'ils déploient des efforts considérables pour,. Les Émirats arabes unis sont un pays de destination et de transit pour les femmes victimes de trafic sexuel. Certaines femmes, principalement originaires d'Europe de l'Est, d'Asie centrale, d'Asie du Sud et du Sud-Est, d'Afrique de l'Est, d'Irak, d'Iran et d'Algérie , sont soumises à la prostitution forcée aux Émirats arabes unis. En 2016, 22 affaires liées à la traite à des fins sexuelles sont portées devant les tribunaux.
En 2013, Journal of Strategic Security a publié l'article, nommé, «City of Gold, City of Slaves: Slavery and Indentured Servitude in Dubaï», qui a révélé que de nombreuses femmes signent des contrats pour un travail domestique ou des emplois à Dubaï, uniquement pour faire face à la confiscation des passeports et à une implication forcée en prostitution. Ces femmes sont victimes d'une vie d'esclavage sexuel.